# 皇冠上珠寶
皇冠上珠寶（英語：crown jewel defense）為公司應對併購的防禦策略。具體作法是處分公司（皇冠）最具價值的資產（珠寶），以降低或打消併購者併購公司或取得經營權的意圖。被處分的資產通常會賣給第三方公司、或分拆成獨立的公司實體。除降低收購公司的吸引力外，皇冠上珠寶也會產生稀釋持股、股價跌落等效應。
在日本，當公司要對業務或資產做重大資產轉移時，必須按照《日本公司法》召開股東會決議。操作的董事也可能會被追究注意和忠誠義務。在臺灣，泰山企業在2022年的泰山經營權之爭中把持有的全家便利商店予以處分，使該策略受到關注。學界與實務界都表示，智慧財產及商業法院的裁判結果，將對該策略的過程與效益產生影響。